# Carnot (ort i Centralafrikanska republiken)
Carnot är en ort i Centralafrikanska republiken.   Den ligger i prefekturen Mambéré-Kadéï, i den västra delen av landet, 300 km väster om huvudstaden Bangui. Carnot ligger 551 meter över havet och antalet invånare är 38 071.
Terrängen runt Carnot är huvudsakligen platt, men norrut är den kuperad. Det finns inga andra samhällen i närheten. 
I omgivningarna runt Carnot växer huvudsakligen savannskog. Runt Carnot är det glesbefolkat, med 10 invånare per kvadratkilometer.